# Brodus Clay
George Murdoch (Pasadena (Californië), 21 februari 1973), beter bekend als Brodus Clay of Tyrus, is een Amerikaans professioneel worstelaar, acteur en politieke commentator die sinds 2021 actief is in de National Wrestling Alliance (NWA). Hij is best bekend voor zijn tijd bij WWE Total Nonstop Action Wrestling (TNA, nu bekend als Impact Wrestling).

## Professioneel worstel-carrière (2006–)

### World Wrestling Entertainment (2008–2014)
Als Brodus Clay nam hij deel aan seizoen 4 van WWE NXT. In NXT, Clay werd eerst bijgestaan door kayfabe koppel Ted DiBiase en Maryse maar werd later vervangen door het duo Alberto del Rio en Ricardo Rodriguez. Clay verloor nipt de finale van Johnny Curtis in de laatste NXT poll.
Op 9 januari maakte Clay zijn langverwachte re-debut op de WWE RAW Supershow. Hij won zijn match tegen Curt Hawkins. Die vrijdag op WWE SmackDown won hij zijn 2e match na amper 13 seconden tegen Tyson Kidd. Hij was sindsdien bekend als de 'Funkasaurus from planet Funk'. Sindsdien heeft hij aardig wat matches gehad, zo ook op WrestleMania XXVIII, waar hij zijn moeder en de bridgeclub introduceerde. Dit met de verwijzing naar zijn uitspraak 'Somebody Call My Momma'.
Op 12 juni 2014 maakte WWE bekend dat het diverse werknemers ontslagen heeft, hieronder viel ook Murdoch.

### Total Nonstop Action Wrestling (2014–2017, 2018)
Op 16 september 2014 maakte hij zijn debuut bij TNA onder de naam 'Tyrus'. En vormde een alliantie met EC3. Op 15 oktober 2016 had Tyrus zijn eerste match tegen Shark Boy die hij won bij een aflevering van Impact!. EC3 en Tyrus namen deel aan een TNA World Tag Team Championship toernooi. De twee versloegen de tag team van Eric Young & Rockstar Spud in de kwartfinales. Maar verloren in de halve finale van The Hardy Boyz bij een aflevering van Impact! op 29 oktober 2014. Bij het evenement Lockdown versloeg Tyrus Spud en Mark Andrews in een 2-tegen-1 Six Sides of Steel match. Op 15 mei 2015 verloor Tyrus van Mr. Anderson in een aflevering van Impact!. Bij het evenement Slammiversary op 28 juni 2015, wonnen EC3 en Tyrus van Lashley & Anderson. Op 4 oktober 2015, bij het evenement Bound for Glory, won Tyrus een Gauntlent Match om de eerst volgende tegenstander te worden voor het TNA World Heavyweight Championship.
Op 28 juni 2016 bij de opnames van Impact Wrestling, keerde Tyrus  terug als een "fixer" te huur, en stond op tegen de kant van Grado en Mahabali Shera in een wedstrijd tegen The Tribunal en Al Snow. Sindsdien is TNA wekelijks begonnen met het uitzenden van vignetten voor de "fixer" -gimmick op Impact Wrestling. In september 2016 bij het evenement One Night Only versloeg Tyrus Crazzy Steve. Dit was zijn eerste overwinning sinds het evenement Bound for Glory 2015. Tyrus keerde terug naar Impact Wrestling en begon zich aan te sluiten bij Eli Drake. Op 6 januari 2017 daagden Tyrus en Drake tevergeefs The Broken Hardys (Jeff Hardy en Matt Hardy) uit voor de TNA World Tag Team Championships op TNA One Night Only: Live!. Op 18 augustus 2017 kondigde de promotie aan dat Tyrus zijn contract was ontbonden. Murdoch legde uit dat hij zich niet op zijn gemak voelde bij de terugkeer van Jeff Jarrett naar Impact, aangezien Murdoch in het verleden besloot bij TNA te blijven en geen contract bij GFW tekende.
Bij de opnames van Impact op januari 2018 keerde hij terug om zijn voormalige baas Ethan Carter III te verslaan nadat hij zich tegen hem had gekeerd. Zijn terugkeer was echter van korte duur toen Tyrus op 18 april 2018 opnieuw Impact verliet en zijn vrijlating en vertrek uit het bedrijf bevestigde. Murdoch beweerde dat slechte boekingsbeslissingen met betrekking tot zijn personage zijn reputatie zouden verslechteren, dus verliet hij de promotie opnieuw.

### Onafhankelijke circuit (2018)
Tyrus maakte zijn debuut bij de worstelorganisatie House of Hardcore (HOH) bij het evenement House of Hardcore 52 op 8 december 2018. Hij verloor samen met Robert Strauss in een tag team wedstrijd tegen David Arquette en RJ City.

### National Wrestling Alliance (2021–heden)
Op 11 maart 2021, kondigde de National Wrestling Alliance (NWA) aan, dat Tyrus zijn debuut zou maken bij het evenement Back For The Attack.

## In het worstelen
- Finishers
  - ICU (Running splash or a diving splash)
  - Tonga death grip into a chokeslam
- Signature Moves
  - Bear hug
  - Body avalanche
  - Chokeslam
  - Clawhold
  - Front powerslam
  - Giant swing
  - Headbutt
  - Meerdere suplex variaties
    - Delayed vertical suplex
    - Exploder suplex
    - German suplex
    - Over the Head Belly to belly suplex

  - Samoan drop
  - Side slam
- Bijnamen
  - "The Mastodon of Mayhem"
  - "The World's Biggest Suplex Machine"

## Prestaties
- Pennsylvania Premiere Wrestling
  - PPW Heavyweight Championship (1 keer)
- Pro Wrestling Illustrated
  - Gerangschikt op nummber 74 van de top 500 singles worstelaars in de PWI 500 in 2012 en 2013[11][12]
- Total Nonstop Action Wrestling
  - Bound for Gold (2015)[13]
- WWE
  - Slammy Award
    - Best Dancer of the Year (2012)[14]